# US Città di Pontedera
US Città di Pontedera (wł. Unione Sportiva Città di Pontedera S.r.l.) – włoski klub piłkarski, mający siedzibę w mieście Pontedera, w środkowej części kraju, grający od sezonu 2013/14 w rozgrywkach Serie C.

## Historia
Chronologia nazw:
- 1912: Unione Sportiva Pontedera – po fuzji klubów SS Vigor i SS Giosuè Carducci
- 2010: Unione Sportiva Città di Pontedera Società Sportiva Dilettantistica ar.l.
- 2012: Unione Sportiva Città di Pontedera S.r.l.

Klub sportowy US Pontedera został założony w miejscowości Pontedera w 1912 roku w wyniku fuzji miejscowych klubów SS Vigor i SS Giosuè Carducci. Początkowo zespół rozgrywał mecze towarzyskie. W sezonie 1914/15 debiutował w rozgrywkach Promozione Toscana (D2), ale potem zawiesił działalność. Przed rozpoczęciem sezonu 1922/23 ze względu na kompromis Colombo dotyczący restrukturyzacji mistrzostw, klub został zakwalifikowany do Terza Divisione Lombardia (D3). Po reorganizacji systemu ligi w 1926 i wprowadzeniu najwyższej klasy, zwanej Divisione Nazionale klub w 1927 otrzymał promocję do Seconda Divisione Nord (D3). W sezonie 1929/30 po podziale najwyższej dywizji na Serie A i Serie B poziom Seconda Divisione został zdegradowany do czwartego stopnia, czyli rozgrywek regionalnych. W 1932 wrócił do trzeciej ligi, zwanej Prima Divisione. W 1935 roku po wprowadzeniu Serie C Prima Divisione została czwartym poziomem ligowym, a klub otrzymał promocję do Serie C. W 1943 roku na terenie Włoch rozpoczęto działania wojenne II wojny światowej, wskutek czego mistrzostwa 1943/44 zostały odwołane.
Po zakończeniu II wojny światowej, klub wznowił działalność w 1945 roku i został zakwalifikowany do Serie C. W 1948 roku w wyniku reorganizacji systemu lig zespół został zdegradowany do Promozione (D4), ale w 1950 wrócił do Serie C. W 1952 roku w wyniku reorganizacji systemu lig spadł do IV Serie. W 1954 został zdegradowany na rok do Promozione (D5), a potem wrócił do czwartej ligi, która w 1957 zmieniła nazwę na Campionato Interregionale - Seconda Categoria, a w 1959 na Serie D. W 1967 awansował na rok do Serie C, a w 1974 spadł na rok do Promozione Toscana. Przed rozpoczęciem sezonu 1978/79 Serie C została podzielona na dwie dywizje: Serie C1 i Serie C2, wskutek czego Serie D została obniżona do piątego poziomu. W 1979 spadł znów do Promozione Toscana, a w 1981 awansował do Campionato Interregionale. W następnym roku otrzymał promocję do Serie C2. W 1994 roku awansował na rok do Serie C1. W 2000 klub został zdegradowany do Serie D, a w 2001 do Eccellenza Toscana (D6). W 2005 zespół wrócił do Serie D. W 2010 klub został rekonstytuowany pod nazwą US Città di Pontedera SSD. W 2012 zdobył promocję do Lega Pro Seconda Divisione, po czym zmienił nazwę na US Città di Pontedera. W następnym 2013 roku awansował do Lega Pro Prima Divisione, która w 2017 przyjęła nazwę Serie C. W sezonie 2019/20 zajął 4.miejsce w grupie A Serie C, ale po przegranych barażach nie uzyskał promocji do Serie B.

## Barwy klubowe, strój
|  |

Klub ma barwy granatowe. Zawodnicy domowe spotkania zazwyczaj grają w granatowych koszulkach, granatowych spodenkach oraz granatowych getrach.

## Sukcesy

### Trofea międzynarodowe
Nie uczestniczył w rozgrywkach europejskich (stan na 31-05-2020).

### Trofea krajowe
| \| \| Zdobyte trofea w rozgrywkach Włoch (stan na: 31-08-2020) \| |                                                          |      |                   |
| Rozgrywki                                                         | Osiągnięcie                                              | Razy | Sezon(y)          |
| · Mistrzostwo                                                     | I miejsce                                                | 0    |                   |
| · Mistrzostwo                                                     | II miejsce                                               | 0    |                   |
| · Mistrzostwo                                                     | III miejsce                                              | 0    |                   |
| · Puchar                                                          | zdobywca                                                 | 0    |                   |
| · Puchar                                                          | finalista                                                | 0    |                   |
| · Puchar                                                          | 1/16 finału                                              | 1    | 1937/38           |
| II liga                                                           | I miejsce                                                | 0    |                   |
| II liga                                                           | II miejsce                                               | 1    | 1914/15 (Toscana) |
| II liga                                                           | III miejsce                                              | 0    |                   |
| Włochy                                                            | Zdobyte trofea w rozgrywkach Włoch (stan na: 31-08-2020) |      |                   |

- Terza Divisione/Serie C (D3):
  - wicemistrz (4x): 1922/23 (Toscana), 1936/37 (D), 1940/41 (E), 1942/43 (F)
  - 3.miejsce (2x): 1937/38 (D), 1941/42 (E)

### Inne trofea
- Coppa Anglo-Italiana:
  - zdobywca (1x): 1985

## Struktura klubu

### Stadion
Klub piłkarski rozgrywa swoje mecze domowe na Stadio Ettore Mannucci, w mieście Pontedera o pojemności 2,7 tys. widzów.

### Derby
- Empoli FC
- AS Livorno Calcio
- Lucchese 1905
- US Pistoiese 1921
- AC Prato
- ACN Siena 1904